# Madre Joseph Pariseau

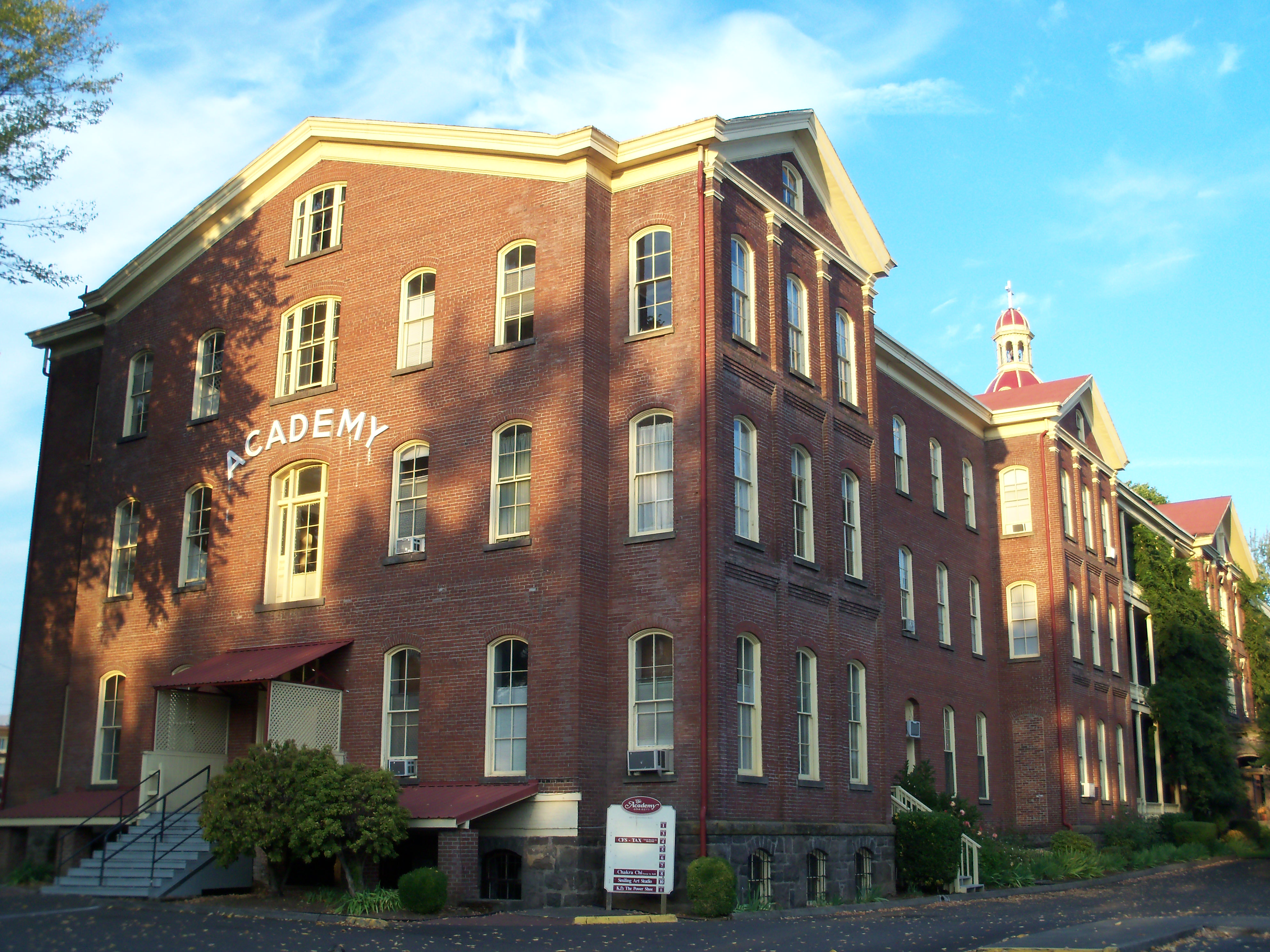
Madre Joseph Pariseau, Academia Casa de la Providencia, Vancouver

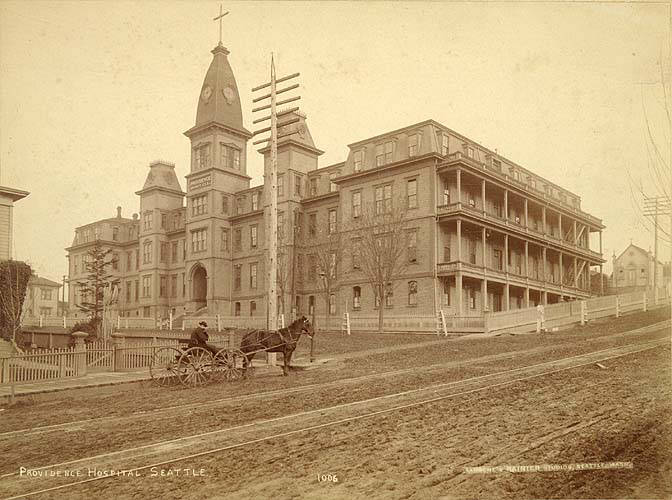
Madre Joseph Pariseau, Providence Hospital, Seattle

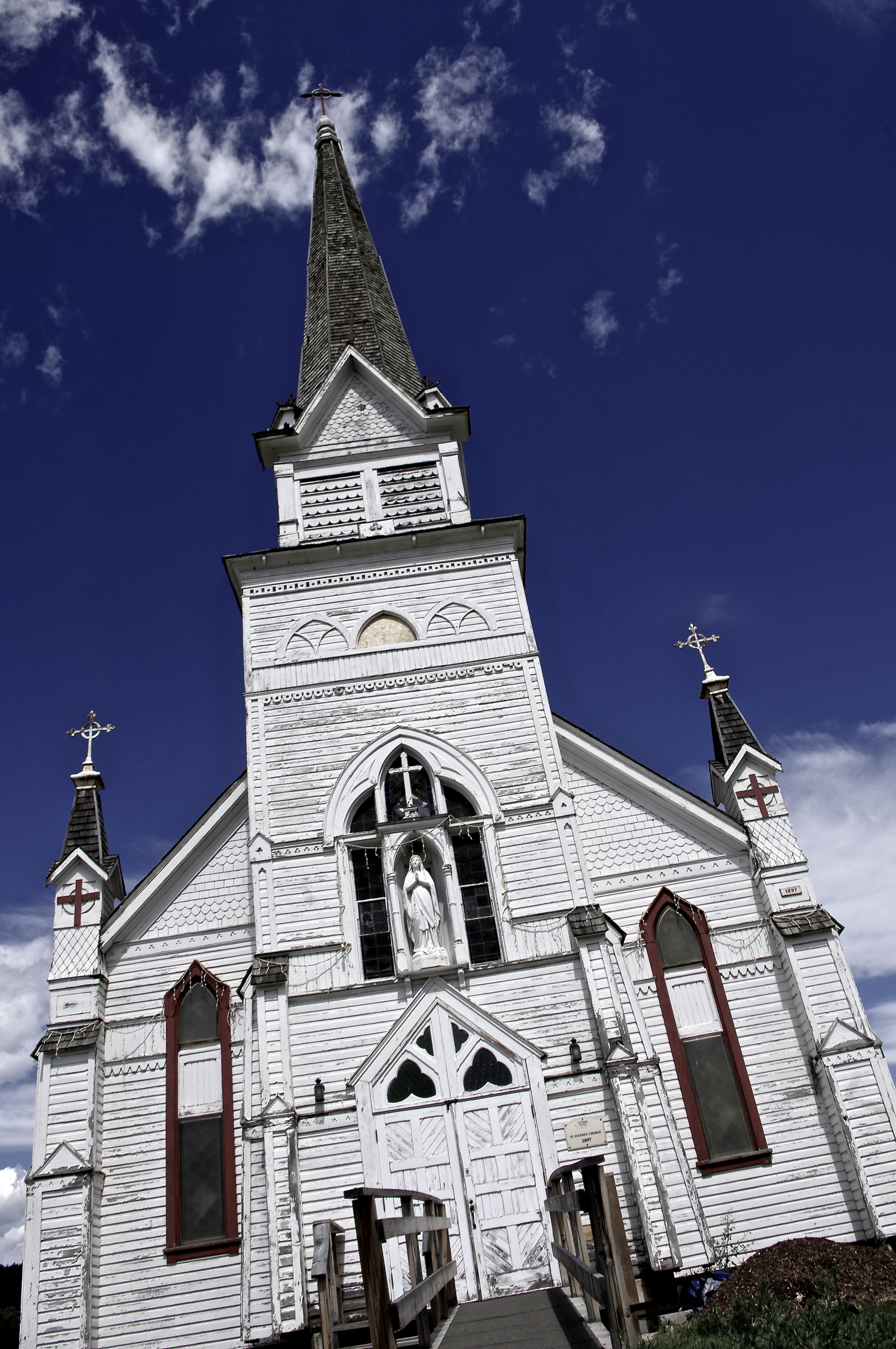
Madre Joseph, Iglesia de St. Eugene, Cranbrook

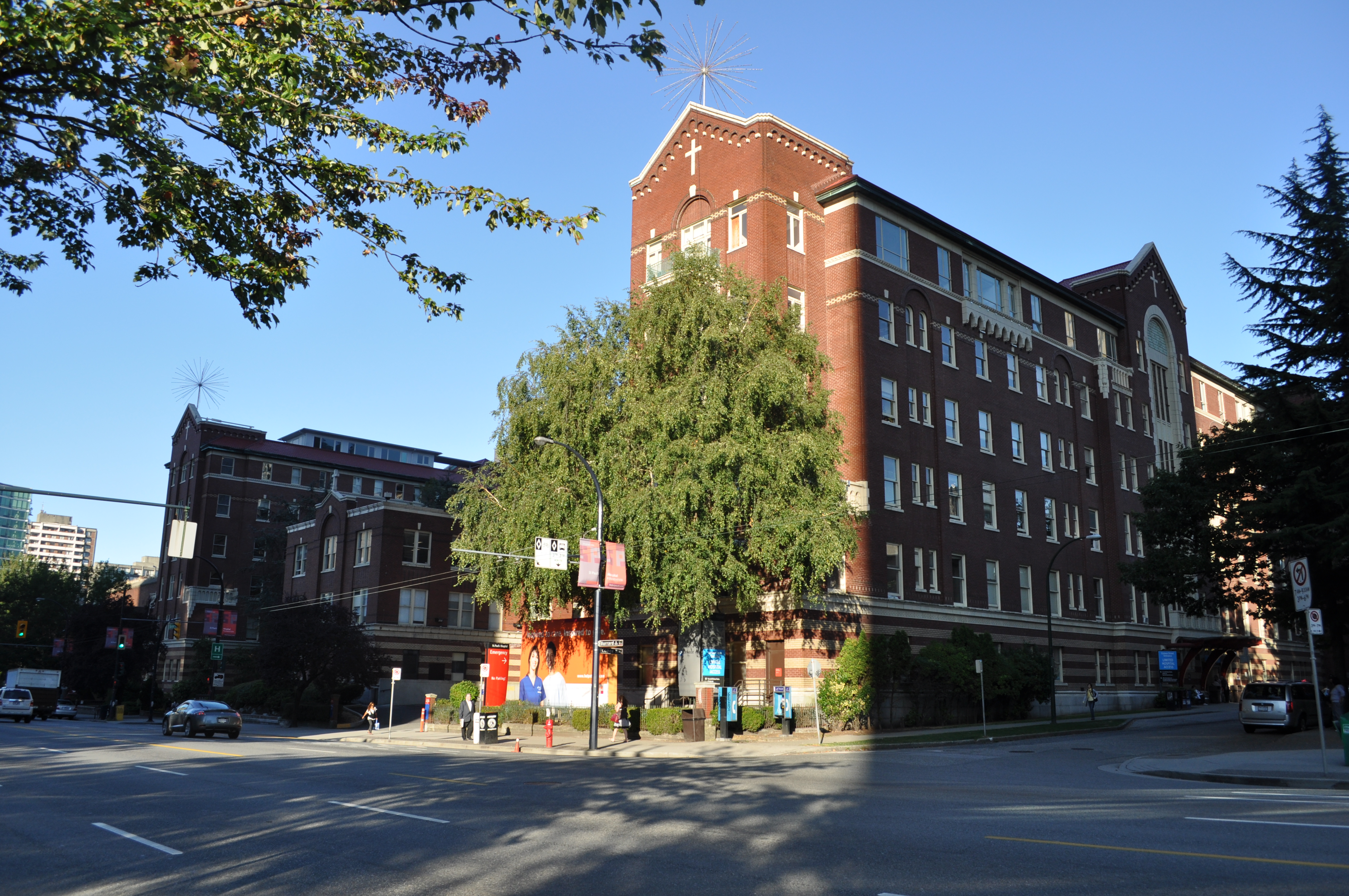
Madre Joseph, Hospital St. Paul, Vancouver

Madre Joseph del Corazón Sagrado, S.P., (Saint-Elzéar, 16 de abril de 1823 – Vancouver, 19 de enero de 1902) era una monja canadiense que dirigió un grupo de miembros de su congregación al Noroeste de los Estados Unidos. Allí, bajo su liderazgo, establecieron una red de escuelas y hospitales al servicio de los pioneros americanos en aquella nueva y remota parte del país. Por sus contribuciones al desarrollo de aquella región, el Estado de Washington la honró, nombrándola como una de las dos personas que lo representa en la colección del Salón Nacional de las Estatuas en Washington D. C.

## Primeros años
Esther Pariseau nació en Saint-Elzéar, Quebec, Canadá. Entró al convento de la recién fundada orden de las Hermanas de la Caridad de la Providencia (ahora Hermanas de la Providencia) en Montreal, a los 20 años. Su padre, un fabricante de carruajes que la acompañaba, le dijo a la Madre Superiora, "traigo a mi hija, Esther, quien desea dedicarse a la vida religiosa. Puede leer, escribir, contar con exactitud, coser, cocinar, hilar y cumplir toda clase de quehaceres domésticos. Aprendió la carpintería conmigo y puede manejar las herramientas tan bien como su padre. También es capaz de planificar para otros y tiene éxito en cualquier cosa que emprende. Le aseguro, Madame, que hará una buena Superiora algún día." Ella tomó el nombre de Joseph en honor a su padre.

## Trayectoria
En 1856, Augustin-Magloire Blanchet, el obispo de la nueva Diócesis de Nesqually (ahora la Arquidiócesis de Seattle), contactó a la Madre Émilie Gamelin, la fundadora de las Hermanas de la Providencia, buscando su ayuda para su diócesis de los Territorios del Noroeste de los Estados Unidos. La Madre Joseph fue escogida para dirigir a cuatro compañeras para realizar misiones en aquella región. Acompañadas por el obispo, viajaron en tren desde Montreal, llegando alrededor de un mes después, el 8 de diciembre de aquel año. El vicario general esperaba que se instalaran en otro lugar y no había hecho ningún arreglo para su alojamiento. Pasaron sus primeras noches en el desván de la pequeña casa del obispo.
Unos meses después, las Hermanas habían hecho su casa en Vancouver, Washington. Una cabaña pequeña servía tanto de convento como de primera escuela. Ésta abrió el 14 de abril de 1857. Aceptaron cuidar de varios huérfanos y de un hombre anciano indigente. El Obispo Blanchet les dio dos acres en la concesión de la Misión St.James, y en esa tierra, un pequeño grupo de edificios multifunciones aparecieron. Las Hermanas nombraron su nueva casa Providence of the Holy Angels (Providencia de los Ángeles Santos). A lo largo de los años siguientes, los edificios sirvieron de convento, de noviciado, y de enfermería. Hubo también un orfanato para ambos chicos y chicas, un internado y escuela de día, unas habitaciones para ancianos y dementes y el primer hospital. Las Hermanas también cuidaron del clero de la Catedral St. James, así como visitaron los pobres y los enfermos en sus domicilios.
La diócesis se volvió implicada en una disputa larga acerca de la propiedad de la concesión de la Misión St. James. Como no se iba a convertir en sitio de misión permanente, la Madre Joseph adquirió una propiedad fuera del área problemática y protegió los intereses de las Hermanas a través de la creación de una corporación denominada "Hermanas de Caridad de la Casa de Providencia en el Territorio de Washington" el 28 de enero de 1859. Es una de las corporaciones más antiguas del Estado de Washington y es antecesor del Sistema de Salud de la Providencia.
A principios de los años 1870, la Madre Joseph empezó a planear una casa permanente para Providence of the Holy Angels en la propiedad adquirida antes en Vancouver. Diseñó y supervisó la construcción de la Casa de la Providencia, delimitada por las calles Evergreen Blvd y Twelfth y las calles "C" y Reserve. La compañía local de ladrillo, la Hidden Brick Company suministró los ladrillos para la estructura de tres pisos con influencias del eclecticismo del Segundo Imperio, contando con una capilla neogótica que no solamente dirigió en su construcción sino que ella misma talló en madera toda la ornamentación de la misma. De joven había aprendido de su padre a utilizar las herramientas y técnicas de la carpintería, conociendo cómo seleccionar, diseñar y esculpir según las cualidades de cada tipo de madera.
Las hermanas y sus huérfanos y pensionistas se mudaron a la Academia el 7 de septiembre de 1874, antes de que el interior estuviera acabado. La Madre Joseph supervisó la construcción de una ampliación en 1891. Hoy, el exterior del edificio permanece casi igual que en el momento de su construcción. 
En 1886 comenzó su carrera arquitectónica en British Columbia con la construcción del Hospital de New Westminster. Al morir el encargado de la construcción, ella se hizo cargo de la misma con 63 años, aún a esa edad hay reportes que la señalan que se trepaba por las escaleras de obra para inspeccionar y controlar las estructuras. En mayo de 1887 el Hospital de tres pisos realizado en madera estaba ya completado. A partir de este hospital, se involucró en dos centros de salud más, el Hospital de St Paul en Vancouver (1894) construido en madera, de cuatro plantas, con un lenguaje italianizante marcado por la estrecha cornisa, los elementos salientes, las torres y especialmente el porche articulado de manera clásica y los balcones con balaustradas, construido para dar servicio a la creciente población de la ciudad. Le siguió el de St. Eugene en Cranbrook (1898).
Su último gran edificio proyectado en 1900 fue el Orfanato Providence St. Genevieve en New Westminster, una estructura de cuatro pisos de ladrillos en un gran terreno de 12 acres.
Era arquitecta y artista; le debemos el diseño de algunos de los edificios y la supervisión de su construcción. Después de la Academia construyó 17 edificios más en la zona.  Emprendió agresivas giras de recolección de dinero, enfrentando a caballo las montañas y la naturaleza salvaje. Cada una de sus "giras de mendicidad" a campamentos mineros duraban varios meses y recolectaba entre $2,000 y $5,000 para la realización de su objetivo.
La Madre Joseph murió de un tumor del cerebro el 19 de enero de 1902, en Providence Academy en Vancouver, Washington, dejando un legado de servicios humanitarios.

## Homenajes
En 1980, el estado de Washington reconoció sus muchos talentos y contribuciones nombrándola una de los dos representantes del estado que lo representa en la colección del Salón Nacional de las Estatuas en Washington D. C. Una estatua de bronce de la Madre Joseph, creada por Felix W. de Weldon, escultor del Memorial de Guerra del Cuerpo de Marines de Estados Unidos que conmemora el levantando de la bandera en Iwo Jima, estuvo dado a la colección del Salón Nacional en el Capitol de los EE. UU. Además, el Estado de Washington celebra su cumpleaños con un día feriado oficial.
También forma parte del National Cowgirl Hall of Fame.
El Instituto Americano de Arquitectos declaró a la Madre Joseph "Primer Arquitecto del Noroeste," ya que planeó y construyó algunas de las primeras instituciones permanentes de enseñanza y de atención médica de la región.

## Legado
Debemos a la Madre Joseph la construcción y término de once hospitales, siete academias, cinco escuelas para niños indígenas, y dos orfanatos por un área que ahora abarca los estados de Washington, Oregón del norte, Idaho, y Montana. Hoy la Provincia Mother-Joseph, formada por las Hermanas de Providencia de aquella región, honra su fe y su espíritu pionero.
Providence Academy continuó sus actividades hasta 1966, cuando, las inscripciones y el número de hermanas maestras disminuían y que la escuela necesitaba obras, las Hermanas decidieron cerrar la Academia y vender su propiedad en Vancouver. El edificio estuvo vacante durante varios años antes de que fuera adquirida en 1969 por Robert Hidden, nieto de Lowell Hidden, fundador de la Hidden Brick Company que había suministrado los ladrillos para su construcción. En la instalación se operan oficinas, tiendas, restaurante, una escuela Montessori y una capilla de boda. El edificio está catalogado en el Registro Nacional de Lugares Históricos. La familia Hidden vendió la propiedad a la Corporación de Reserva Histórica Nacional de Vancouver en enero del 2015. La Corporación continuará su uso actual mientras restaura el sitio.